# Kay Aldridge
Kay Aldridge, nata Katharine Gratten Aldridge (Tallahassee, 9 luglio 1917 – Rockport, 12 gennaio 1995), è stata un'attrice e modella statunitense.

## Biografia
Rimasta orfana di padre a due anni, sua madre si trasferì con lei e con gli altri quattro figli nel piccolo paese di Lyells, in Virginia, ospite da una sorella. Katharine studiò nel Maryland, prima a Westminster e poi in un collegio femminile di St. Mary's City. Diplomatasi nel 1934, fu assunta in un'agenzia di modelle di New York e apparve ben presto sulle copertine di importanti riviste. Nel 1937 fu eletta tra le dieci ragazze più fotografate al mondo, acquisendo il diritto di prendere parte al film Modella di lusso di Irving Cummings, girato a New York, e poi di andare a Hollywood per un'apparizione nel film Rosalie di W. S. Van Dyke.
Nel 1939 firmò un contratto con la 20th Century Fox e nei successivi due anni apparve in una quindicina di film, interpretando ruoli minori. Passò nel 1941 alla Republic Pictures, specializzata nella produzione di film seriali a basso costo, con un ottimo stipendio e ruoli da protagonista. Il primo serial fu Perils of Nyoka (1942), interpretato col nome di Kay Aldridge, in cui ebbe il ruolo di Nyoka Gordon la quale, alla ricerca del padre disperso durante una spedizione in Africa, deve affrontare una serie di pericoli e di malviventi.
Dopo pochi altri film, tra i quali i serial Daredevils of the West (1943) e Haunted Harbor (1944), si ritirò dal cinema. Nel 1945 sposò Arthur Cameron, dal quale ebbe quattro figli e da cui divorziò nel 1954. Rimasta poi vedova di un secondo e di un terzo marito, visse gli ultimi anni a Camden, nel Maine, in una villa affacciata sull'Atlantico. Morì nel 1995 nell'ospedale della vicina Rockport e fu sepolta nel Sea View Cemetery della stessa cittadina, accanto al secondo marito.

## Filmografia
- Modella di lusso (1937)
- Rosalie (1937)
- Hotel for Women (1939)
- Here I Am a Stranger (1939)
- Free, Blonde and 21 (1940)
- Shooting High (1940)
- Girl in 313 (1940)
- Sailor's Lady (1940)
- Girl from Avenue A (1940)
- Yesterday's Heroes (1940)
- Notti argentine (1940)
- Golden Hoofs (1941)

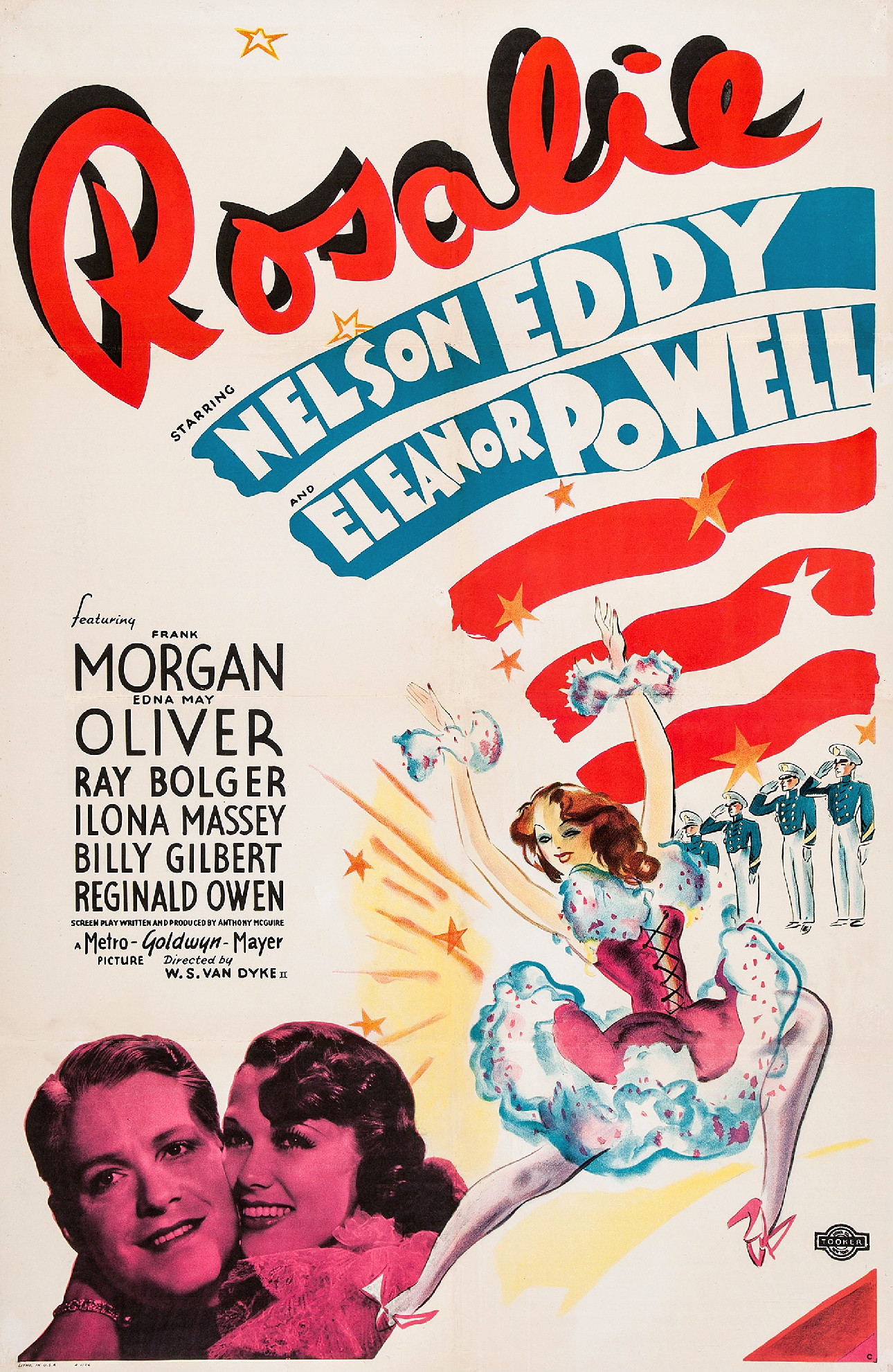
Poster del film Rosalie

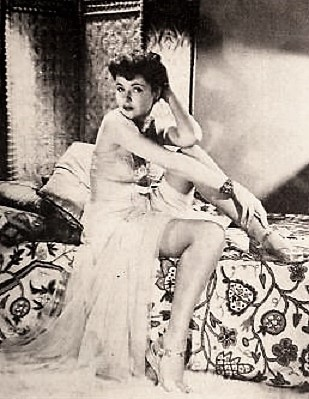
Nel film Perils of Nyoka

- Charlie Chan e i morti che parlano (1941)
- Navy Blues (1941)
- The Playgirls (1941)
- You're in the Army Now (1941)
- Il Re della Louisiana (1941)
- Perils of Nyoka (1942)
- The Falcon's Brother (1942)
- Nasce una stella (1943)
- Daredevils of the West (1943)
- Mademoiselle du Barry (1943)
- Haunted Harbor (1944)
- The Man Who Walked Alone (1945)
- The Phantom of 42nd Street (1945)